# Black River Falls
Black River Falls település az Amerikai Egyesült Államok Wisconsin államában, Jackson megyében, melynek megyeszékhelye is. Lakosainak száma 3523 fő (2020. április 1.).

## Népesség
A település népességének változása:

| 2010 | 3 622 |
| 2020 | 3 523 |